# Mazin
Mazin (serb. Мазин) – wieś w Chorwacji, w żupanii zadarskiej, w gminie Gračac. Leży w regionie Lika. W 2011 roku liczyła 47 mieszkańców.